# みさご (駆潜艇)
みさご（ローマ字：JDS Misago, PC-307）は、海上自衛隊の駆潜艇。かもめ型駆潜艇の3番艇。艇名はミサゴに由来する。

## 艦歴
「みさご」は、昭和29年度330t甲型駆潜艇第3005号艇として、浦賀船渠で1956年1月27日に起工され、1956年11月1日に進水、1957年2月11日に就役し、大湊地方隊に編入された。
1957年3月1日、大湊地方隊隷下に第2駆潜隊が新編され「かもめ」、「つばめ」とともに編入。
1960年3月1日、大湊地方隊隷下に第3駆潜隊が新編され「かもめ」、「うみたか」、「おおたか」とともに編入。
1961年10月1日、第3駆潜隊が隊番号交換により第5駆潜隊に改称。
1963年3月30日、呉地方隊第2駆潜隊に編入。
1977年12月1日、除籍。